# Frauenarbeit und Frauenrecht
Frauenarbeit und Frauenrecht war der Titel einer österreichischen Frauenzeitschrift, die zwischen 1918 und 1920 monatlich in Wien herausgegeben wurde. Die Zeitschrift, die mit dem Zusatz „Zeitung für die erwerbenden christlichen Frauen und Mädchen“ erschien, wurde von der „Sozialen Zentralstelle für die weibliche katholische Arbeiterschaft Österreichs“ herausgegeben, verantwortliche Schriftenleiterin war Marie Schlesinger, die Vizepräsidentin der Katholischen Frauenorganisation. Den Druck der Zeitschrift im Format 4° besorgte die Buch und Kunstdruckerei Herold in Wien.